# Hétéronomie
L’hétéronomie est le fait qu'un être vive selon des règles qui lui sont imposées, selon une « loi » subie. L'hétéronomie est l'inverse de l'autonomie, où un être vit et interagit avec le reste du monde selon sa nature propre.
Chez l'être humain, l'hétéronomie représente l'impossibilité concrète ou l'incapacité morale à se donner ses propres lois et à se régir d'après elles ; l'autonomie est chez l'humain la faculté de vivre et d'agir selon ses propres forces, motivation et morale. Il y a ainsi un double aspect externe : violence concrète d'une relation ou d'un système de pouvoir ; et interne : endoctrinement idéologique, pression sociale. La notion d'hétéronomie est très proche de celle d’aliénation bien que celle-ci soit tenue pour plus floue, moins technique (sauf chez Marx). L'épître aux Galates est l'un des rares textes de l'Antiquité qui discute de l'hétéronomie religieuse.
On peut élargir les notions d'autonomie et d'hétéronomie à tout système, notamment vivant, et en particulier à un écosystème : cela mène alors aux questions d'exploitation, de dégradation, de destruction de la nature.

## Chez Kant
Pour Kant, l'hétéronomie est la dépendance à l'égard de mobiles pathologiques sensibles ou d'une loi extérieure.
Il distingue le domaine de l'hétéronomie, soumission inévitable au socius politique, de l'autonomie, capacité de se donner à soi-même ses propres lois, qui ne se conçoit valablement que dans le domaine de la liberté morale. Il évite d'envisager la morale comme domaine de la soumission aux normes, dans le respect des pouvoirs établis et la conformité aux exigences de la raison. Kant soutient que la Raison morale (pratique comme il dit) ne se définit pas par rapport au politique, domaine par excellence de l'hétéronomie, mais par la liberté.
Kant a montré qu'une volonté hétéronome ne peut pas être libre et que l'action qui en résulte ne peut avoir aucune valeur morale. Par exemple, celui qui " est contraint " de faire le bien ou le mal ne saurait en porter la responsabilité ; de même, l'action de celui qui fait le bien par convenance, par imitation ou par intérêt n'a aucun sens moral.